# Tomarctus
De Tomarctus is een uitgestorven hondachtige uit de onderfamilie Borophaginae. Het geslacht omvat twee soorten, T. brevirostris en T. hippophaga, die in het Mioceen op het Amerikaanse continent leefden.
In tegenstelling tot de latere borophaginen, die aaseters waren, was Tomarctus vermoedelijk een actieve jager. Fossielen van Tomarctus zijn gevonden in Panama, Mexico, de Verenigde Staten en Canada.
Archaeocyon · Oxetocyon · Otarocyon · Rhizocyon

Tribus Phlaocyonini: Cynarctoides · Phlaocyon

Tribus Borophagini: Cormocyon · Desmocyon · Metatomarctus · Euoplocyon · Psalidocyon · Microtomarctus · Protomarctus · Tephrocyon

Subtribus Cynarctina: Paracynarctus · Cynarctus

Subtribus Aelurodontina: Aelurodon · Tomarctus

Subtribus Borophagina: Paratomarctus · Carpocyon · Protepicyon · Epicyon · Borophagus